# Grand Hotel Continental
Il Grand Hotel Continental (già palazzo Gori Pannilini) è una storica struttura alberghiera della città di Siena, situata in Banchi di Sopra, nelle vicinanze di piazza Salimbeni.

## Storia
Il palazzo fu eretto all'inizio del XVI secolo su alcune strutture preesistenti di epoca medievale, quali la torre dei Bandinelli e i caseggiati dei Galli. Fu proprietà degli Aringhieri e poi di Paolo Salvetti, che lo acquisì e ampliò nel 1522. Nel 1653 venne donato da papa Alessandro VII alla nipote Olimpia Chigi, in occasione delle sue nozze con Giulio Gori Pannilini. Il progetto di ristrutturazione del palazzo del 1677 è stato attribuito all'architetto Carlo Fontana, più volte collaboratore dei Chigi.
Nel 1885 il palazzo divenne l'Hotel Continentale (poi Continental) del cavalier Alfredo Zazzera, che si impose presto come albergo di lusso più frequentato della città. Negli anni 1930 l'hotel andò incontro a un periodo di difficoltà economiche, anche a causa della concorrenza del nuovo albergo Excelsior inaugurato alla Lizza, tanto che la proprietaria Maria Pisaneschi Zazzera manifestò l'intenzione di cessare l'attività. Grazie all'intervento del Monte dei Paschi di Siena e dell'Azienda autonoma di soggiorno e turismo, la chiusura fu scongiurata. Tuttavia, dopo la guerra non fu più possibile arrestare il declino e il palazzo passò tra varie proprietà che non riuscirono a rilanciare l'attività.
Dopo un'importante opera di restauro da parte della nuova proprietà Royal Demeure, terminata nel 2001, il Grand Hotel Continental venne riaperto il 14 febbraio 2002, tornando di nuovo a essere l'albergo di lusso più rappresentativo della città. Nel 2016 è stato acquisito dal gruppo Starhotels.

## Descrizione
La facciata si presenta maestosa ma sobria, rigorosamente simmetrica, recante la stella dei Pannilini sopra ogni finestra del piano terra. Il grande portale d'ingresso è sormontato dal balcone del piano nobile. Al centro, campeggia lo stemma in pietra della famiglia Gori.
L'interno è decorato con affreschi di Antonio Colli per la sala da ballo, mentre le stanze private presentano dipinti di Giovanni Battista Marchetti. Un affresco raffigurante San Cristoforo fu dipinto nel XV secolo negli ambienti dell'ex torrione medievale.